# District de Bokey Orda
Pour les articles homonymes, voir Orda (homonymie).
Le district de Bokey Orda (en kazakh : Бөкей Орда ауданы) est un district de l'oblys du Kazakhstan-Occidental au Kazakhstan.

## Géographie
Le centre administratif du district est de Saykyn.

## Démographie
En  2013, le district a une population estimée à 16 016 habitants.